# Svalebæk (vandløb)
 For alternative betydninger, se Svalebæk. (Se også artikler, som begynder med Svalebæk)
Svalebæk er et vandløb, der udspringer fra Susåen.
55°18′35″N 11°52′12″Ø / 55.3097°N 11.87°Ø